# Estación Chuculaqui
Chuculaqui es una estación ferroviaria ubicada en el departamento de Los Andes, provincia de Salta, Argentina.
Se halla a 4209 m s. n. m., siendo una de las estaciones ferroviarias del país a mayor altura sobre el nivel del mar Se ubica al oeste del Salar de Arizaro.

## Servicios
Se encuentra actualmente sin operaciones de pasajeros.
Sus vías corresponden al Ramal C14 del Ferrocarril General Belgrano por donde transitan formaciones de carga de la empresa estatal Trenes Argentinos Cargas.